# 摩尼岛
摩尼岛 (IAST：Maṇidvīpa) 是印度教性力派，原初至高女神的永恒至尊居所。摩尼意为宝珠。摩尼岛也被称为室利城（IAST：Śrī Nagara 或 Sripura）、女神界（Devi Loka）, 它是一个位于甘露之海的岛屿。在《提毗薄伽梵往世书》中, 摩尼岛被描绘为至上的全界（Sarvaloka）, 高于湿婆的吉罗娑, 毗湿奴的无忧界, 奎师那的牛乳界。这与提毗薄伽梵往世书对万有母比任何其他神都要崇高的描述是一致的。女神作为摩尼岛女皇，在创世之初，根据祂的意愿创造了这个岛。

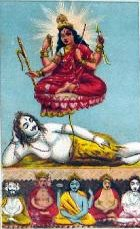
游乐母

## 描述
摩尼岛在《提毗薄伽梵往世书》中的描绘。
SDB 12.10.03:04 original Sanskrit:
सर्वदो निजवासार्थ प्रकृत्या मूलभूतया ।

कैलासादधिको लोको वैकुण्ठादपि चोत्तमः ॥

गोलोकादपि सर्वस्मात्सर्वलोकोऽधिकः स्मृतः ।

नैतत्समं त्रिलोक्यां तु सुन्दरं विद्यते क्वचित्‌ ॥
In the very beginning, the Devi Mula Prakriti Bhagavati built this place for Her residence, superior to Kailaska, Vaikunta and Goloka. Verily no other place in this universe can stand before it. Hence it is called Manidvipa or Sarvaloka as superior to all the Lokas——Canto 12, Chapter 10, Verses 03:04
在时间的开端，三相神梵天、毗湿奴、楼陀罗不知道祂们是谁和祂们的目的是什么。彼时，一辆飞驰的马车出现，来自天空的声音指示祂们上车。三相神登上马车，被带到一个神秘的地方，那是一个宝石岛屿周围是一片甘露海洋和原始森林。从车里出来时，三相神变成了女性，这让祂们非常惊讶。当他们探索这个岛屿时，他们发现了一个由九层围墙保护的宏伟城池，由凶猛的陪臚、母神、土地守护和方位守护守卫。当他们进入这座城时，他们惊叹于它的繁荣和飞速发展的基础设施，最终到达了由女瑜伽士守卫的名为如意摩尼宫的皇宫。这是室利城（别名女神城 Devipattana），女神万有母的首都，摩尼岛皇后、原初至高女神的住所。当三相神进入宫殿时，祂们见到了世界女皇万有母。
祂的皮肤是红色的，有三眼四臂，编着辫子，穿着红色饰品，戴着莲花环，身上涂着红檀木香膏，左侧双手拿着刺棒和套索，右侧双手则展示着施予印和无畏印，头戴一顶新月宝石冠。
女神坐在世界之父摩诃提婆的左膝上。摩诃提婆的皮肤是白色的，穿着白色衣服，戴着饰品。祂的头发蓬乱，装饰着新月和恒河。祂有五张脸，每张脸都有三只眼睛。祂的四只手臂，握着三叉戟和战斧，展示着施予印和无畏印。在创世之前，女神薄伽梵蒂将身体分成两部分，右侧部分为世界之父。
这对神圣夫妇坐在五灵座（Panchapretasana）上，一个以至高湿婆为底板的宝座，而永恒湿婆、伊濕伐羅、楼陀罗、毗湿奴和梵天是宝座的五个支点。许多女瑜伽士为他们服务，一些人扇着扇子，一些人拿着镜子，一些人提供樟脑味的槟榔叶，一些人提供由蜂蜜、酥油和椰汁混合而成的饮料。一些人准备给女神梳头，一些人准备化妆，一些人忙着串花环，一些人唱歌跳舞侍奉女神。
在其他版本中，丽三城游乐母独自坐在五灵座上，至高湿婆作为底板，有一朵莲花从祂的肚脐升起，女神坐在莲花上面。女神的右腿与她的身体保持一致，但她的左腿在室利脉轮上。她穿着朱红色的衣服，佩戴着包含九颗珍贵宝石的装饰品和珠宝，以及一顶红宝石制成的皇冠，皇冠上还有一个新月和一个蓝宝石。她的肤色如初升的太阳，光辉堪比星辰，甚至超过一千个太阳。她的头发上装饰着各种花朵。女神有四臂，上臂拿着一个套索和刺棍，下臂握着甘蔗弓和花箭。女神总是微笑着，举止冷静。她的配偶是欲主湿婆（Kameshwara Shiva），被认为是至高湿婆与宇宙最协调的形态。
在丽三城游乐母或万有母脚趾指甲的光辉中，三相神见证了无数的宇宙，每个宇宙都有各自的三相神，一些正在由梵天创造，一些正由毗湿奴维持，而另一些正在被楼陀罗摧毁。
万有母以她的伟大让三相神渐悟。世界之父是梵而万有母是梵力（Brahmashakti）。虽然它们看起来是不同的，但它们都具有彼此的性质。世界之父是原人，而万有母是原质。为了帮助三目表演他的三重理拉, 女神首先创造了黑天，梵天、毗湿奴和湿婆从祂的身体中诞生。此后，女神拉達创造了两个沙克蒂，叫做辩才天女和吉祥天女。万有母创造了湿婆的沙克蒂难近母。
梵天和辩才天女创造了一个宇宙之蛋，楼陀罗和乌摩把它劈开，迸出了五大元素。梵天和辩才天女以五元素创造宇宙，毗湿奴和吉祥天女维护宇宙。最后，楼陀罗和迦梨毁灭宇宙，以便梵天和辩才天女可以重新开始。
有一次，主梵天、主毗湿奴和主湿婆卷入了一场关于谁是最强大和至高无上者之争论。争论如此激烈，以至于扰乱了天堂的平静，令众神担忧。彼时，女神万有母介入，制止争端。女神将三位一体的神带到她田园诗般的住所，把祂们带到女神美丽的住所。在那里，女神开示祂们，整个宇宙由女神创造，并终于女神，由女神保护它免受恶魔的伤害。女神创造了许多元素，给予所有神圣仙人所有生物生命。
她也创造了许多世界，比如梵天居住的真谛界。它是在世界中的至上方，那里的居民不受生死轮回的影响。然后苦行界（Tapo-loka）就出现了，彼处居民等待着进入真谛界。在有苦行僧居住的地方形成了天人界（Jana-loka）。摩訶界（Mahar-loka）是在严酷的苦行之后，圣人和苦行僧的栖身之所。住在那里的圣贤拥有与神同等的力量。这就是为什么所有的圣人都住在那个地方。然后是欢喜界（Ananda-loka），也就是天堂界（Svar-loka），是众神和德行众生的住所。其次，天空界（Bhuvar loka）是在太阳和行星的位置形成的。继之后又有地界（Bhuloka），那里是凡人和其他生物居住的地方。
地下世界也形成了，第一个是無底界（Atala-loka），那里是狂欢的家园，所有行星的财富都聚集在那里。然后是離下界（Vital-loka），地球上的生物在那里开采黄金和其他元素。和無底界一样，離下界也以世俗财富为中心。然后通过阿修罗王钵利，善下界（Sutala-loka）诞生了。下下界（Talatala-loka）出现了，在那之后，大下界（Mahatala-loka）被创造，它是那迦界（Naaga-loka），所有龙蛇的家。再往下是恶魔和怪物的王国，叫做液下界（Rasatala-loka）。最后，在所有世界的下面，地下界（Patala-loka），那里是蛇之王婆苏吉居住的地方，是所有其他领域的基石。
然后，三相神在万有母的脚趾甲的光辉中，各自亲眼目睹了无数个宇宙。一些是由梵天创造的，一些是由毗湿奴维持的，而另一些则被楼陀罗消灭。万有母以她的伟大开悟了三相神。
此后，万有母把她的沙克提辩才天女给了梵天，吉祥天女给了毗湿奴，高丽给了湿婆。祂告诉三相神，祂所给予的沙克提将帮助创造与保护世界，待适时到来，它将被完全摧毁，以便由梵天和辩才天女重新开始新的造物。